# Smilovice, Mladá Boleslav
Smilovice là một làng thuộc huyện Mladá Boleslav, vùng Středočeský, Cộng hòa Séc.